# Тежусуока
Тежусуока (порт. Tejuçuoca)  —  муниципалитет в Бразилии, входит в штат Сеара. Составная часть мезорегиона Север штата Сеара. Входит в экономико-статистический  микрорегион Медиу-Куру. Население составляет 14 786 человек на 2006 год. Занимает площадь 750,605 км². Плотность населения — 19,7 чел./км².
Покровителем города считается Апостол Пётр.

## История
Город основан 28 декабря 1987 года. 

## Статистика
- Валовой внутренний продукт на 2003 составляет 20.789.794,00 реалов (данные: Бразильский институт географии и статистики).
- Валовой внутренний продукт на душу населения на 2003 составляет 1.463,56 реалов (данные: Бразильский институт географии и статистики).
- Индекс развития человеческого потенциала на 2000 составляет 0,611 (данные: Программа развития ООН).